# 2016年慕尼黑槍擊案
2016年慕尼黑槍擊案為發生在2016年7月22日（UTC+2），位於德国慕尼黑莫萨赫境內的奧林匹亞購物中心附近之一宗槍擊事件。警方發言人表示此宗槍擊事件造成多名民眾死亡和受傷。此宗槍擊事件從購物中心附近的麦当劳開始。官方表示嫌犯為帶有德國與伊朗血統的獨行槍手，而槍手犯案後即舉槍自盡。
兇徒是18歲的戴维·阿里·桑波里，沒有持槍執照，犯案武器是一把格洛克17式半自動手槍，懷疑是通過互聯網非法購得。警方事後在他的背包裡發現還有約300發子彈。
6男3女在本次槍擊案中遇害，其中7人未滿20歲，最年輕的2名死者只有13歲。死者包括2名科索沃人、3名土耳其人、1名德國出生的希臘公民，另一名死者有科索沃血統。警方認為大部分死者有移民背景只是巧合，因為案發地點的麥當勞有許多移民子女經常光顧。不過後來有報道稱所有9名遇害者都有移民背景，而伊朗裔兇徒桑波里以「雅利安人」自居，並仇視阿拉伯人和土耳其人，警方正在調查他是否刻意挑選外國人殺害。
德国警方已逮捕桑波里的1名16岁阿富汗友人，认为其知情不報，並有可能涉及事前在臉書貼文引誘其他人來到槍擊案發生地點。
2016年8月17日，德國警方宣佈於8月16日拘捕一名被懷疑向桑波里出售犯案槍械的31歲男子。據報桑波里以4000多歐元購買槍支和子彈。

## 調查
慕尼黑警方於7月23日表示，在槍手桑波里的居所未有找到與伊斯蘭極端主義或「伊斯兰国」有關的物品，而桑波里以前曾經因為精神抑鬱而接受治療，本次槍擊案沒有極端伊斯蘭或政治背景。警方表示桑波里對於大規模槍擊案有「特殊興趣」，並在其家中搜到一本關於校園槍擊案的書籍《Why Kids Kill: Inside the Minds of School Shooters》。警方表示桑波里可能是2011年挪威爆炸和枪击事件兇徒安德斯·贝林·布雷维克的崇拜者，很有可能受到該案影響而犯案，而行兇的日子正就是挪威槍擊案發生5周年之日。

## 外部連結
- Media upload form by Bavarian State Police（页面存档备份，存于）